# Xã Watopa, Quận Wabasha, Minnesota
Xã Watopa (tiếng Anh: Watopa Township) là một xã thuộc quận Wabasha, tiểu bang Minnesota, Hoa Kỳ. Năm 2010, dân số của xã này là 247 người.